# Bunsenit
Bunsenit là hình thức tự nhiên của nickel(II) oxide, NiO. Nó xuất hiện ở các lớp phủ màu lục đậm màu xanh lá cây hiếm. Nó thường kết tinh trong những tinh thể lập phương và xuất hiện ở hình dạng như hình thành khối, tinh thể bát diện và dạng tinh thể. Nó là một thành viên của pericla.

## Trong tự nhiên
Lần đầu nó được công bố năm 1868 cho một mẫu từ một nhiệt dịch nickel-urani địa chất từ Johanngeorgenstadt, dãy núi quặng, Sachsen, Đức và đặt tên theo nhà hóa học đức Robert Bunsen (1811-1899). Các nơi khác trên thế giới, bao gồm phía tây của các khoáng vật tan ở quận Barberton, Transvaal, Nam Phi và từ nam của Kambalda Tây Úc. Tại Nam Phi đã xuất hiện và đã có những bằng chứng của nhiệt biến chất của một niken - phong phú thiên thạch. Nó xảy ra liên kết với bản địa thanh diên, annabergit, aerugit, xanthiosit ở Đức, và với liebenbergit, trevorit, nikenoan, serpentin, nikenoan ludwigite, violarite, millerit, gaspeit, nimit và bonaccordite ở Nam Phi xảy ra.

## Các tính năng
Bunsenit là một oxide có công thức hóa học NiO. Kết tinh trong hệ đẳng độ. Nó ở dạng các tinh thể bát diện nhỏ, có thể được sửa đổi bởi khối hoặc dodecahedron. Độ cứng của nó trên thang Mohs là 5,5.
Theo phân loại Niken-Strunz, bunsenit thuộc "04.AB: oxy với tỷ lệ kim loại: oxy = 2,1 và 1: 1, với Cation: Anion (M: O) = 2: 1 (và 1,8: 1) "cùng với các khoáng chất sau: crednerit, tenorit, delafossit, mcconnellit, bromelit, zincit, vôi, manganit, monteponit, perclassis, wüstite và paladinit.